# Fernando Medina (politico)
Fernando Medina Maciel Almeida Correia (Porto, 10 marzo 1973) è un economista e politico portoghese, sindaco di Lisbona dal 2015 al 2021.

## Biografia
Laureato in Economia presso la Facoltà di Economia dell'Università di Porto, è stato presidente dell'Associazione degli studenti di questa Facoltà e poi presidente della Federazione accademica di Porto. Ha anche completato, presso l'Istituto Superiore di Economia e Gestione, un master in Sociologia economica.
Si è avvicinato al Partito Socialista negli Stati Generali per una Nuova Maggioranza, un'iniziativa di António Guterres, nel 1995. Negli anni successivi, già dopo la vittoria di Guterres alle elezioni del 1995, partecipa al Consiglio nazionale dell'educazione. Ha iniziato la sua vita professionale nel 1998 come economista presso un istituto del Ministero del Lavoro fino a quando il ministro Eduardo Marçal Grilo lo chiama come consulente del il gruppo di lavoro del Ministero della Pubblica Istruzione nella presidenza portoghese dell'Unione europea nel 1999. Nel 2003 è entrato a far parte dell'Agenzia portoghese per gli investimenti e il commercio estero.
Nel 2005, con il ritorno del PS al governo, José Sócrates lo nominò Segretario di Stato per l'occupazione e la formazione professionale e Ministro del Lavoro José Vieira da Silva. Dopo le elezioni legislative del 2009, ha assunto il ruolo di Segretario di Stato per l'industria e lo sviluppo, dove si è dedicato alla riforma della sicurezza sociale, emendamenti al codice del lavoro e salario minimo nazionale e coordinamento del programma Nuove opportunità.
Eletto deputato nel 2011, nelle liste del PS di Socrates, diviene vicepresidente del gruppo parlamentare del PS. Durante questo periodo ha fatto parte della Commissione di follow-up della Troika, in rappresentanza dell'opposizione socialista al ministro delle finanze Vítor Gaspar.
Nel 2013 l'allora sindaco di Lisbona, António Costa, ha incluso Fernando Medina, come suo numero due, nella lista per il consiglio comunale.
Come è stato ipotizzato, António Costa si è dimesso dalla carica di sindaco di Lisbona (dopo la sua elezione a segretario generale del PS) e Medina ha assunto la carica di sindaco di Lisbona il 6 aprile 2015.